# المضاض بن عمرو الجرهمي
المضاض بن عمرو بن سعد بن الرقيب بن ظالم بن هيّ بن بَيّ بن جُرْهُم  هو والد بنت المضاض زوجة إسماعيل وأم أولاده. تولى زعامة مكة بعد وفاة نبط وقيدار ابني إسماعيل.